# Aire urbaine de Cadenet
 (juin 2025).
Motif : Non respect de Wikipédia:Notoriété des collectivités locales et divisions administratives françaises.
- Archive Wikiwix
- Bing
- Cairn
- DuckDuckGo
- E. Universalis
- Gallica
- Google
- G. Books
- G. News
- G. Scholar
- Persée
- Qwant
- (zh) Baidu
- (ru) Yandex
- (wd) trouver des œuvres sur Wikidata

| 1. | Préciser le motif de la pose du bandeau. | Précisez le motif de la pose du bandeau en utilisant la syntaxe suivante : {{admissibilité à vérifier\|date=juin 2025\|motif=remplacez ce texte par le motif}}                               |
| 2. | Informer les utilisateurs concernés.     | Pensez à avertir le créateur de l'article, par exemple, en insérant le code ci-dessous sur sa page de discussion : {{subst:avertissement admissibilité à vérifier\|Aire urbaine de Cadenet}} |

L'aire urbaine de Cadenet est une aire urbaine française centrée sur l'unité urbaine de Cadenet dans le Vaucluse. Composée de trois communes, elle comptait 8 710 habitants en 2013.

## Composition
| Nom     | Code Insee | Statut | Superficie (km2) | Population (dernière pop. légale) | Densité (hab./km2) |
| ------- | ---------- | ------ | ---------------- | --------------------------------- | ------------------ |
| Cadenet | 84026      |        | 25,08            | 4 327 (2022)                      | 173                |
| Lauris  | 84065      |        | 21,81            | 3 929 (2022)                      | 180                |
| Puyvert | 84095      |        | 9,78             | 842 (2022)                        | 86                 |